# Alexeï Naguine
Alexeï Iourevitch Naguine (russe : Алексей Юрьевич Нагин), né le 21 mars 1981 à Vertyachy en RSFS de Russie et mort au combat le 20 septembre 2022 à Bakhmout en Ukraine, est un officier de l'armée de terre russe spécialisé dans les avions d'attaque. Il a été le commandant de l'un des détachements d'assaut du groupe Wagner. Il reçoit le titre de héros de la fédération de Russie à titre posthume après son décès au combat pendant la bataille de Bakhmout, ainsi que le titre de héros de la république populaire de Donetsk.

## Biographie
Alexeï Naguine est né le 21 mars 1981 à Vertyachy dans le district de Gorodishchensky de l'oblast de Volgograd, de Youry Viktorovitch, un ancien militaire à la retraite, et de Galina Andreevna Zayler-Ivanova.
Enfant, il pratique le karaté. Après avoir obtenu son diplôme d'études secondaires, il étudie dans une école technique.
Nagine s'enrôle dans les forces armées russes et participe aux hostilités en Tchétchénie. Après avoir terminé son service militaire, il signe un contrat pour poursuivre sa carrière militaire.
Nagine participe aux combats de la guerre russo-géorgienne, avant de rejoindre les forces spéciales du FSB à Volgograd en tant que tireur d'élite de reconnaissance. De 2014 à 2016, il est instructeur pour la formation des scouts en Crimée. Nagine quitte ensuite le FSB pour rejoindre le groupe Wagner au cours duquel il participe à la guerre civile syrienne pendant 3 ans, ainsi qu'à la seconde guerre civile libyenne,.
En 2022, Nagine participe à l'invasion russe de l'Ukraine. Le 12 mai, il est grièvement blessé. Après un long traitement en août, il reprend du service. Le 20 septembre 2022, il est tué au combat lors de la bataille de Bakhmout,,. Il est enterré à Volgograd dans le cimetière Dimitrievsky,.